# Versigny, Aisne

Versigny este o comună în departamentul Aisne din nordul Franței. În 1 ianuarie 2022 avea o populație de 467 de locuitori.